# 금명여자고등학교
금명여자고등학교(金明女子高等學校)는 대한민국 부산광역시 북구 화명동에 있는 공립 고등학교이다.

## 학교 연혁
- 2007년 10월 31일 : 금명여자고등학교 설립 인가(18학급)
- 2008년 3월 1일 : 초대 이상문 교장 취임
- 2008년 3월 4일 : 제1회 입학식(6학급 247명)
- 2008년 12월 22일 : 도서관 및 영어전용교실 개관
- 2009년 8월 3일 : 사교육없는학교 연구학교 지정(2009~2011)
- 2012년 3월 2일 : 과목중점형 교과교실제 운영학교 지정
- 2017년 12월 19일 : 진로교육 연구학교 지정 (2018~2020)
- 2020년 2월 1일 : 미래형 학교 공간조성을 위한 학교공간 혁신사업 완료
- 2022년 8월 31일 : 지능형 과학실 및 부산형 블렌디드 교실 구축 사업 완료
- 2023년 8월 28일 : 슬찬누리(자기주도학습실) 개관
- 2025년 2월 6일 : 제15회 졸업식(7학급 108명, 누계 2,921명)
- 2025년 3월 1일 : 제8대 이성건 교장 취임
- 2025년 3월 4일 : 제18회 입학식(7학급 128명)

## 참고 자료
- 금명여자고등학교 - 한국교육학술정보원 학교알리미